# Beckenhöhle
Die Beckenhöhle (Cavum pelvis) ist eine Körperhöhle, die von den Beckenknochen eingeschlossen ist. In der Tieranatomie ist es der Raum zwischen der Beckeneingangslinie (Linea terminalis) und dem Beckenausgang. In der deutschsprachigen humananatomischen Literatur ist der Begriff nicht gebräuchlich – hier unterscheidet man zwischen einem großen und einem kleinen Becken (Pelvis major und Pelvis minor). 

Übersicht über die einzelnen Körperhöhlen

## Anatomie

### Tieranatomie
Die Beckenhöhle der Tiere wird in einen von Bauchfell ausgekleideten (peritonealen) Teil und einen retroperitonealen Teil gegliedert. Der peritoneale Teil steht in offener Verbindung mit der Bauchhöhle und entspricht dem „kleinen Becken“ des Menschen. Der retroperitoneale Teil wird bei Tieren auch als „Beckenausgang“ bezeichnet und entspricht dem Beckenboden des Menschen. Der Beckenboden der Tiere wird entsprechend der anderen Körperorientierung dagegen vom Scham- und Sitzbein gebildet.
In der Beckenhöhle liegen Mastdarm, Teile der Harnblase, die Harnröhre, die akzessorischen Geschlechtsdrüsen, die Arteria iliaca interna, Lymphknoten und Nerven. Bei weiblichen Säugetieren liegen hier außerdem die Vagina und der Scheidenvorhof.

### Humananatomie
Die menschliche Beckenhöhle enthält den Beckenabschnitt des Peritonealraums, genannt Cavitas peritonealis pelvis. In dieser serösen Beckenhöhle liegen vor allem die weiblichen Reproduktionsorgane: Fundus und Corpus der Gebärmutter, Eierstöcke und Eileiter. Teilweise ist auch der oberste Mastdarmabschnitt eingelagert.